# Neculai Păduraru
Neculai Păduraru-De la Sagna (n. 19 iunie 1946 la Sagna, Neamț ) este un sculptor, desenator și pictor român, profesor universitar al Catedrei de Sculptură a Universității Naționale de Arte București.
Dupa numele său s-a denumit biblioteca din Sagna,România.

## Studii[2]
- 1971-1975 Institutul de Arte Plastice Nicolae Grigorescu din București, Clasa Prof. Boris Caragea, asistent Paul Vasilescu.
- Profesor universitar al Universității Naționale de Arte București
- Doctor în Arte Vizuale al Universității Naționale de Arte București

## Expoziții personale
- 1974- Galeria Apollo, București
- 1981- Galleria delle Ore, Milano
- 1981- Academia di Romania di Roma
- 1982- Academeia Matania, Napoli
- 1988- Sala Dalles, București
- 2007- Galeriile Academiei Romane
- 2009- Eminescu, Idei și semene, Galeria Dana, Iași
- 2010- Zidul și alte lumi colorate, Galeria Dana, Iași

## Expoziții internaționale – selecție
- 1973 Simpozionul Internațional de sculptură de la Roma
- 1975 Concursul de desen Juan Miro, Barcelona,
- 1976 Concursul Internațional de portret Paul Louis Waller, Franța
- 1978 Bienala Internațională de Sculptură mică Budapesta[3]
- 1979 Bienala Internațională de sculptură Dantesca Ravenna, Italia
- 1979 Bienala Internațională de sculptură la Padova, Italia[4]
- 1979 Bienala Internațională de Artă în Aer liber Skirono Museum, Grecia;
- 1981 Bienala Internațională de Sculptură de la Padova, Italia
- 1981 Bienala Internațională de Artă în Aer liber Skirono Museum, Grecia
- 1988 Bienala Internațională de Artă Asia Europa, Ancara, Turcia[5]
- 1992 Expozița Mondială de la Sevillia, Spania
- 1992 Expoziția Internațională de la Miami, S.U.A.
- 1995 Bienala Internațională de Artă de la Veneția, Italia

## Premii și ordine - selecție[6]
- 1974; 1976;1984; 1996  Premiul Uniunii Artiștilor Plastici din România pentru Sculptură;
- 1975 Premiul Revistei Amfiteatru[2]
- 1975-1977 Deține Bursa Dimitrie Paciurea
- 1978 Premiul Bienalei Internaționale de sculptură  mică Budapesta
- 1981 Marele Premiu Omagial Trionfo, Italia;
- 1981 Premiul Omagial Picasso, Roma, Italia;
- 1981 Premiul Accademiei di Romania , Roma Italia
- 1988 Premiul Bienalei  Internaționale de Artă Asia Europa, Ankara, Turcia
- 1991 Premiul Academiei Române Ion Andreescu, București
- 1995 Marele Premiu al Uniunii Artiștilor Plastici din România
- 1995 Premiul pentru Sculptură al Primariei Municipiului București
- 1995 Premiul pentru realizarea unei sculpturi în districtul Minato Ku Tokyo
- 2000 Medalia Comemorativă- 150 de ani de la nașterea lui Mihai Eminescu
- 2001 Premiul Salonului Național de Artă
- 2004 Ordinul Meritul Cultural în Grad de Ofițer al Artelor, Oferit de Presedinția României[7]
- 2006 Tiltul de Cetățean de Onoare al Comunei Sagna[8]
- 2012 Premiul Radio România Cultural pentru Arte Plastice[9]
- 2012 Premiul de Excelență al Uniunii Artistilor Plastici din România
- 2018 Premiul de Excelență Constantin Brâncuși

## Opera
- (...)Ciclul „Tehno-Mitologii”- Stradănia mea de a introduce povestea în text vine din dorința de a proiecta: traseele mele existențiale și traseele mele vizuale. Prin goarne, trimit lumii gândurile mele îngemănate- între real și imaginar chemând îngerii, ca să-mi aducă vestea cea mare. Zidul (1971), este răspunsul meu împotriva îngrădirii libertății mele- idee regăsită în lucrările din ciclul Tehno-mitologii. Țevile indoite, în jurul Muzelor mele, sunt un fel de garda de corp- sunt un fel de dansatoare -dintr-un balet modern, sunt ca mătasea, transparentă care acoperă corpul, amintindu-mi de hățișul crengilor din pădurea satului natal, prin care admiram corpul căprioarelor. Așa cum, pădurea luxuriantă, își protejează vietățile sale, tot asa, țevile ocrotesc formele mele imaginare. Țevile sunt ca firele pe care le țese nimfa, construindu-și coconul- pentru a se transforma într-un minunat fluture. De fapt, artistul parcurge drumul nimfei, încercând, prin arta sa, să devină o nouă ființă, cu vise și cu aripi, zburând în lumi imaginate. Eu îmbrac lumea mitologică cu haina tehnologiei moderne, în care se află drama și bucuria celui care a plămădit această lume.În fantastica tehnologie a lumii contemporane, de care suntem legați, zi și noapte - în realitate și în vis- eu încerc să găsesc calea pentru a nu deveni un robot, lipsit de sensibilitate și emoție. Neculai Păduraru[10]
- Personajele din sculptura sa constituie materializări ale ființei fizice și spirituale confruntate cu probleme fundamentale ale existenței sunt ipostaze ale tendinței de desprindere din inerția plafonatoare a experienței cotidiene, pentru a pătrunde într-un spațiu luminat de raționalitate. Rod al acestui efort, chipul unui voievod- Basarab întâi- este marcat de o asceză, în care devine limpede forța sa de ctitor de istorie și spiritualitate.

În alte compoziții, personajele, suferind aceeași erodare a luminii și a zbuciumului interior, sunt prezentate în atitudini imprevizibile, cu o neostenită acțiune asupra spațiului în care evoluează. Constantin Prut